# Rue Denis-Papin (Pantin)
Pour les articles homonymes, voir Rue Denis-Papin.
La rue Denis-Papin, est une voie de communication de Pantin.

## Situation et accès

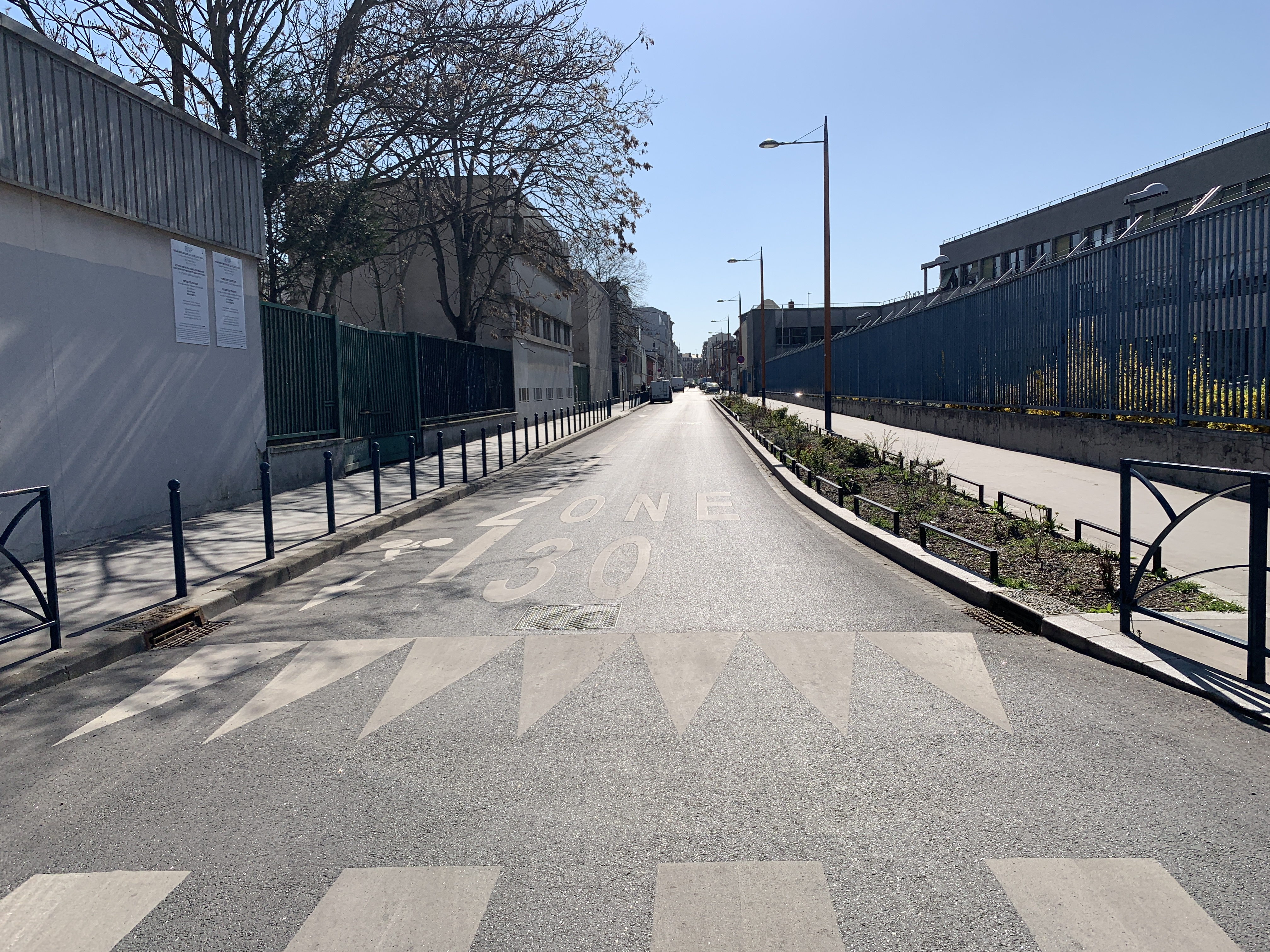
La rue en mars 2021.

Orientée du nord-est au sud-ouest, elle croise notamment la rue Cartier-Bresson.
Sa desserte se fait par la Station de Métro Aubervilliers - Pantin - Quatre Chemins sur la ligne 7 du métro de Paris.

## Origine du nom

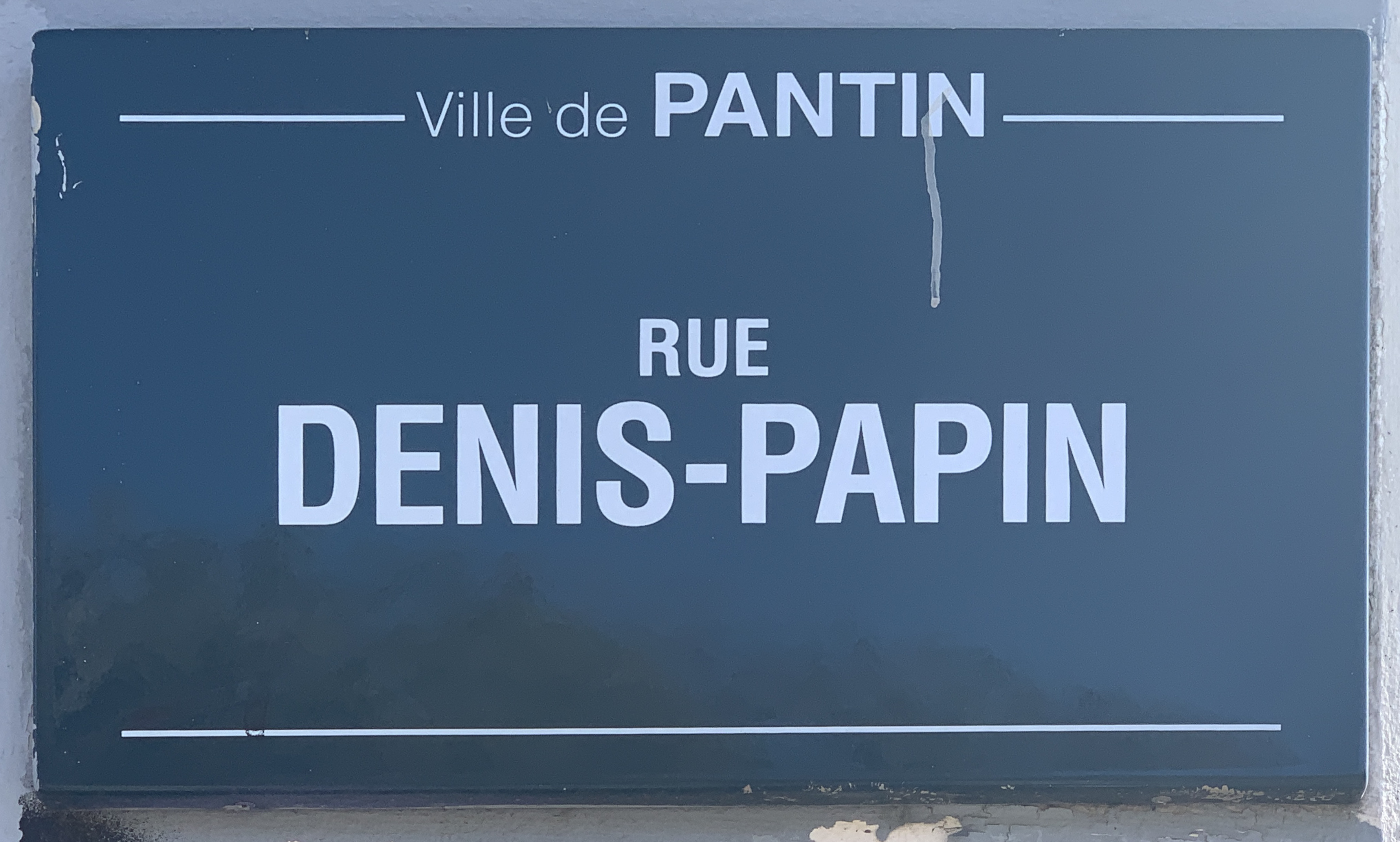
Plaque de la rue, mars 2021.

Cette rue est ainsi nommée en hommage à Denis Papin (1647-1713), un physicien, mathématicien et inventeur français, connu notamment pour ses travaux sur la machine à vapeur.

## Historique

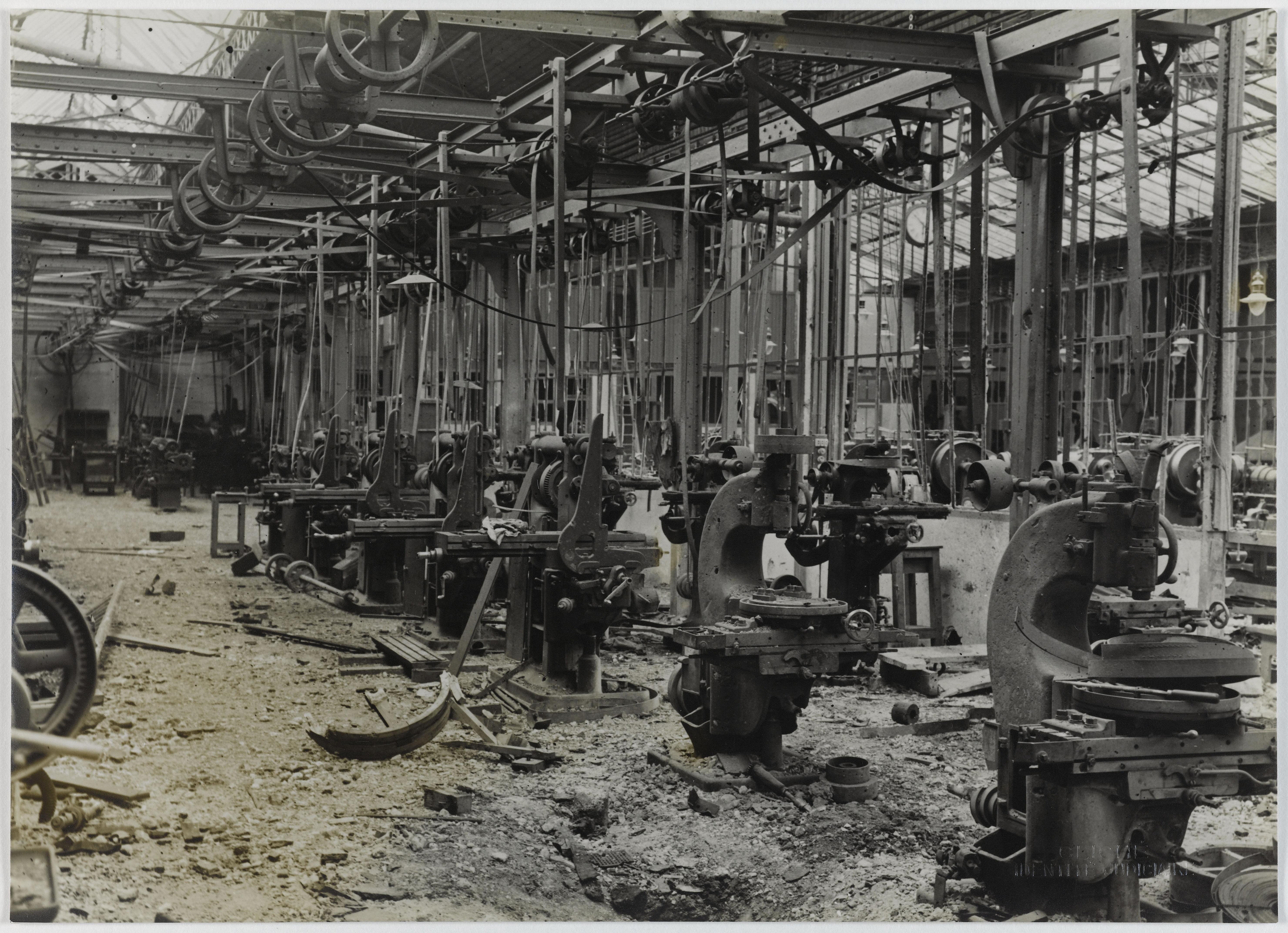
Bombardement par canon à longue portée, rue Denis Papin, n° 58.

Ce quartier a été loti à partir de 1873 sur les terres de la ferme du Rouvray. Cette ferme, visible sur le plan de Roussel de 1730, appartenait au Prieuré Saint-Martin-des-Champs.
Le 16 et le 19 avril, puis le 10 juin 1918, durant la première Guerre mondiale, des obus lancés par la Grosse Bertha explose au no 58 rue Denis-Papin, faisant sept tués et vingt-et-un blessés.

## Bâtiments remarquables et lieux de mémoire
- Cimetière parisien de Pantin, ouvert en 1886.
- Au no 62, la Halle Papin, ancienne usine d'outillages reconvertie en lieu éphémère de création et d'expression artistique géré par le collectif Soukmachines[5],[6].
- Au no 71, anciens ateliers Becap-Starvia[7].